# Reil

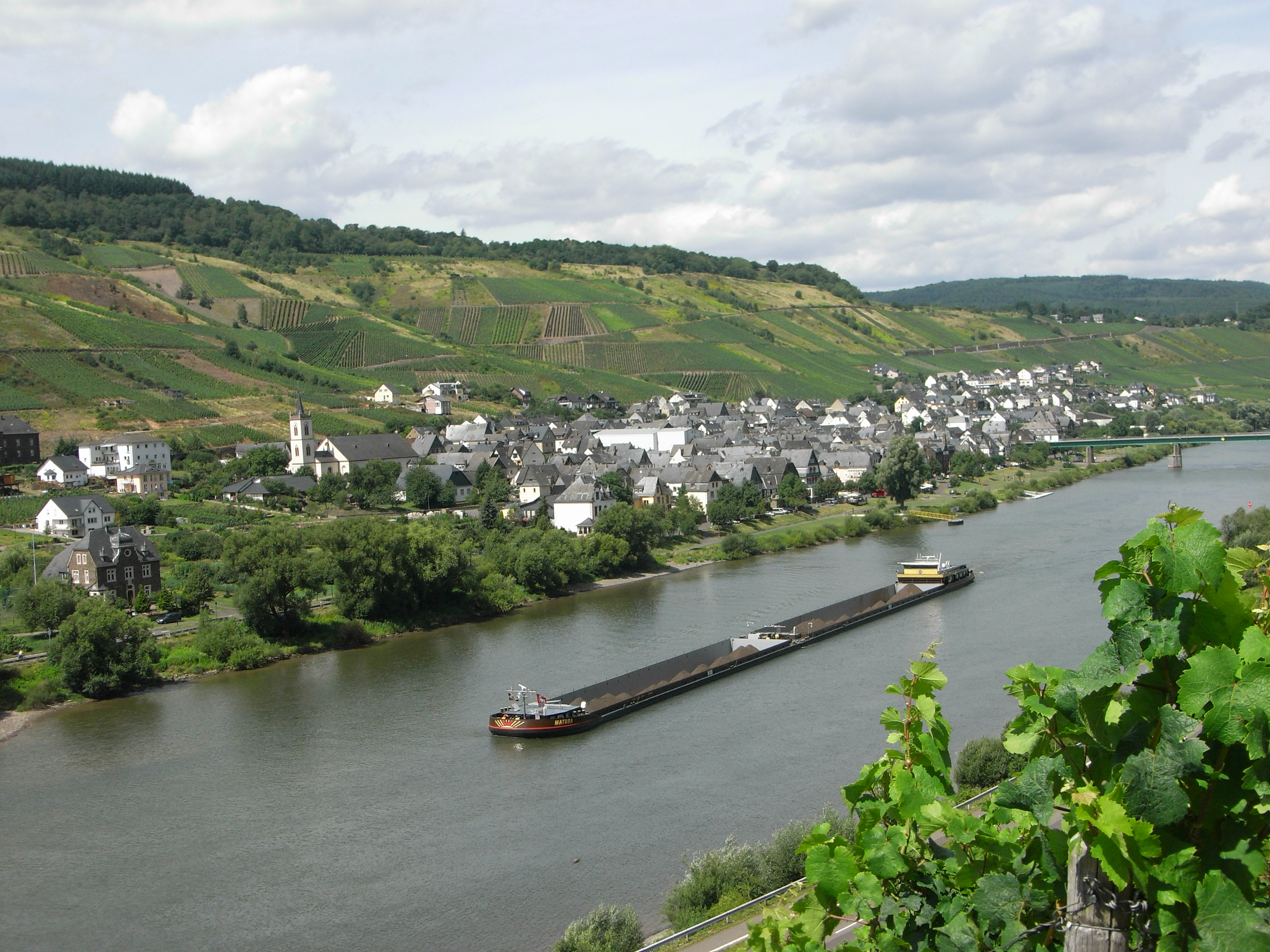
Reil, von Süden aus gesehen

Reil ist eine Ortsgemeinde im Landkreis Bernkastel-Wittlich in Rheinland-Pfalz. Sie gehört der Verbandsgemeinde Traben-Trarbach an.
Reil war der zweite Hauptort des Kröver Reiches, eines karolingischen Krongutes, das bis zur Französischen Revolution existierte.

## Geographie
Reil liegt an der Mosel und ist stark von Weinbau und Tourismus geprägt. Zu Reil gehören auch der Ortsteil Heißer Stein und die Wohnplätze Forsthaus Reiler Hals, Hammermühle und Margaretenhof.
Von links münden der Burgerbach und der Pfahlbach in die Mosel.

## Geschichte
In einer Urkunde König Heinrichs II. aus dem Jahre 1008 wurde Reil zum ersten Mal schriftlich erwähnt. Die Urkunde datiert vom 18. Mai 1008. Sie dokumentiert einen Tauschvertrag mit dem der Erzbischof Willigis von Mainz der Kirche des Heiligen Stephanus zu Mainz ein Hofgut in Reil (damals Rigula) im Tausch gegen einen anderen Hof in Büchenbach (damals Buochinbah) übergibt. Während des Mittelalters befand sich auf der gegenüberliegenden Moselseite ein wichtiger Wallfahrtsort, Reilkirch genannt, dessen romanischer Turm und frühgotisches Kirchenschiff im 19. Jahrhundert vollständig abgerissen wurde.
Da Reil im Mittelalter auch Rile oder Ryle hieß, wird häufig behauptet, dass der erste Baumeister des Kölner Domes, Gerhard von Rile, aus dem Ort stammte. Ein Adligengeschlecht, aus dem Meister Gerhard gestammt haben könnte, wird in Urkunden jedoch erstmals im Jahre 1285 genannt. Dessen letzter Vertreter, David von Reil, starb verarmt im Jahre 1610.
Ab 1794 stand Reil unter französischer Herrschaft, 1815 wurde der Ort auf dem Wiener Kongress dem Königreich Preußen zugeordnet. Seit 1946 ist der Ort Teil des damals neu gebildeten Landes Rheinland-Pfalz.
Bevölkerungsentwicklung
Die Entwicklung der Einwohnerzahl von Reil, die Werte von 1871 bis 1987 beruhen auf Volkszählungen:
| Jahr | Einwohner |
| ---- | --------- |
| 1815 | 823       |
| 1835 | 1.317     |
| 1871 | 1.219     |
| 1905 | 1.419     |
| 1939 | 1.577     |
| 1950 | 1.683     |
| 1961 | 1.498     |

| Jahr | Einwohner |
| ---- | --------- |
| 1970 | 1.464     |
| 1987 | 1.233     |
| 1997 | 1.239     |
| 2005 | 1.131     |
| 2011 | 1.498     |
| 2017 | 1.010     |
| 2023 | 959       |

## Politik

### Gemeinderat
Der Gemeinderat in Reil besteht aus 16 Ratsmitgliedern, die bei der Kommunalwahl am 9. Juni 2024 in einer personalisierten Verhältniswahl gewählt wurden, und dem ehrenamtlichen Ortsbürgermeister als Vorsitzendem.
Die Sitzverteilung im Gemeinderat:
| Wahl | SPD | CDU | Gesamt   |
| ---- | --- | --- | -------- |
| 2024 | 05  | 7   | 12 Sitze |
| 2019 | 09  | 7   | 16 Sitze |
| 2014 | 10  | 6   | 16 Sitze |
| 2009 | 09  | 7   | 16 Sitze |
| 2004 | 09  | 7   | 16 Sitze |

### Bürgermeister
Mathias Justen (CDU) wurde am 11. Juli 2024 Ortsbürgermeister von Reil. Bei der Direktwahl am 9. Juni 2024 hatte er sich mit einem Stimmenanteil von 60,2 % gegen einen SPD-Mitbewerber durchgesetzt.
Justens Vorgängerin Elke Schnabel (CDU) hatte das Amt am 18. Juni 2019 übernommen. Bei der Direktwahl am 26. Mai 2019 war sie mit einem Stimmenanteil von 53,49 % für fünf Jahre gewählt worden. Schnabels Vorgänger waren seit 2018 Rüdiger Nilles (SPD) und zuvor seit 1999 Artur Greis (SPD).

### Wappen
| Wappen von Reil | Blasonierung: „In Gold ein rot bezungter und -bewehrter schwarzer Doppeladler, zwischen den Köpfen schwebend eine mit roten Perlen besetzte goldene Kaiserkrone mit schwarzem Reif und Bügel, beidseits des Adlerschwanzes die schwarzen Majuskeln ‚RE‘ vorne und ‚YL‘ hinten.“ |
| Wappen von Reil | Wappenbegründung: Der Doppeladler ist der Habsburger Reichsadler, den Kaiser Ferdinand III. einigen Ortschaften des Cröver Reiches als Schutzemblem 1628 verliehen hat. Eine Varietät zeigt den Adler gänzlich schwarz und die Krone golden.                                    |

### Partnergemeinde
Seit 2007 besteht eine Partnerschaft mit der belgischen Gemeinde Zedelgem.

## Kultur und Sehenswürdigkeiten
Der Sportverein TuS Reil ist mit etwa 550 Mitgliedern der größte Verein in Reil.

## Wirtschaft und Infrastruktur
Im 19. und 20. Jahrhundert war Reil mit mehr als 200 Hektar Rebfläche eine der größten Weinbaugemeinden an der Mosel. Die Einzellagen Goldlay, Falklay, Mullay-Hofberg und Sorentberg gehören zur Großlage Vom heißen Stein und zum Bereich Bernkastel des Anbaugebietes Mosel. In den vergangenen Jahren ist die bebaute Rebfläche um rund die Hälfte auf 120 Hektar zurückgegangen. Der Tourismus, insbesondere Weinleseurlaubs, spielt daher eine zunehmend wichtigere Rolle. Der Ort ist Etappenziel des Moselsteigs. In Reil gibt es einen Kindergarten und eine Grundschule.
Auf der anderen Moselseite verläuft die Bundesstraße 53. Reil liegt an der im Jahr 1883 in Betrieb genommenen Eisenbahnstrecke Moselweinbahn, auf welcher heute die Züge der Linie RB 85 von Transdev (Bullay – Reil – Kövenig – Traben-Trarbach) nach dem Rheinland-Pfalz-Takt täglich im Stundentakt verkehren.

## Persönlichkeiten
- Johann Franciscus Ermels (auch Ermel, Ermelein; * 1641 in Reilkirchen; † 1693 in Nürnberg) war ein deutscher Porträt-, Historien- und Landschaftsmaler.